# Structuur van de Vlaamse overheid
De Vlaamse overheid bestaat uit verschillende overheidsdiensten, die gegroepeerd worden in 10 beleidsdomeinen. Een beleidsdomein bestaat uit een departement en een of meer agentschappen:
- Het departement zorgt voor de beleidsvoorbereiding en de beleidsondersteuning. Het werkt onder het directe gezag en onder de verantwoordelijkheid van de minister.
- Een agentschap is voornamelijk verantwoordelijk voor beleidsuitvoerende taken en heeft een grotere mate van autonomie. Daarom spreekt men ook over 'verzelfstandigde' agentschappen.

De structuur die die Vlaamse overheidsdiensten in beleidsdomeinen, departementen en agentschappen indeelt, werd in 2006 uitgedacht bij de grootschalige reorganisatie onder de noemer Beter Bestuurlijk Beleid (BBB). In de praktijk werken departementen en agentschappen nauw samen bij zowel beleidsvoorbereiding als beleidsuitvoering. Het departement betrekt de agentschappen bij de beleidsvoorbereiding en -evaluatie en toetst de beleidsvoornemens bij hen af. De agentschappen leveren beleidsgerichte input vanuit hun ervaring met beleidsuitvoering. Binnen een beleidsdomein zijn er verder nog een beleidsraad, een managementcomité en een strategische adviesraad.

## Beleidsdomein Kanselarij, Bestuur, Buitenlandse Zaken en Justitie (KBBJ)
- Departement Kanselarij en Bestuur
- Dienst van de Bestuursrechtscolleges (DBRC)
- Digitaal Vlaanderen (IVA zonder rp)
- Audit Vlaanderen (IVA zonder rp)
- Agentschap Overheidspersoneel (AgO) (IVA zonder rp)
- Het Facilitair Bedrijf (IVA zonder rp)
- Agentschap Binnenlands Bestuur (ABB) (IVA zonder rp)
- Toerisme Vlaanderen (TV) (IVA met rp)
- Vlaams Agentschap voor Internationaal Ondernemen (FIT)
- De Rand (EVA privaat)
- Agentschap Justitie en Handhaving (AJH)
- Muntpunt (EVA privaat)
- Toegankelijk Vlaanderen (EVA privaat)
- Vlaamse Vereniging voor ICT-personeel (EVA privaat)
- Agentschap Integratie en Inburgering (EVA privaat)
- Vlaams-Europees Verbindingsagentschap (VLEVA)
- Vlaams Pensioenfonds (EVA privaat)
- Athumi (EVA privaat)

De strategische adviesraad die tot het beleidsdomein Kanselarij, Bestuur, Buitenlandse Zaken en Justitie behoort is:
- Sociaal-Economische Raad van Vlaanderen (SERV)

## Beleidsdomein Financiën en Begroting (FB)

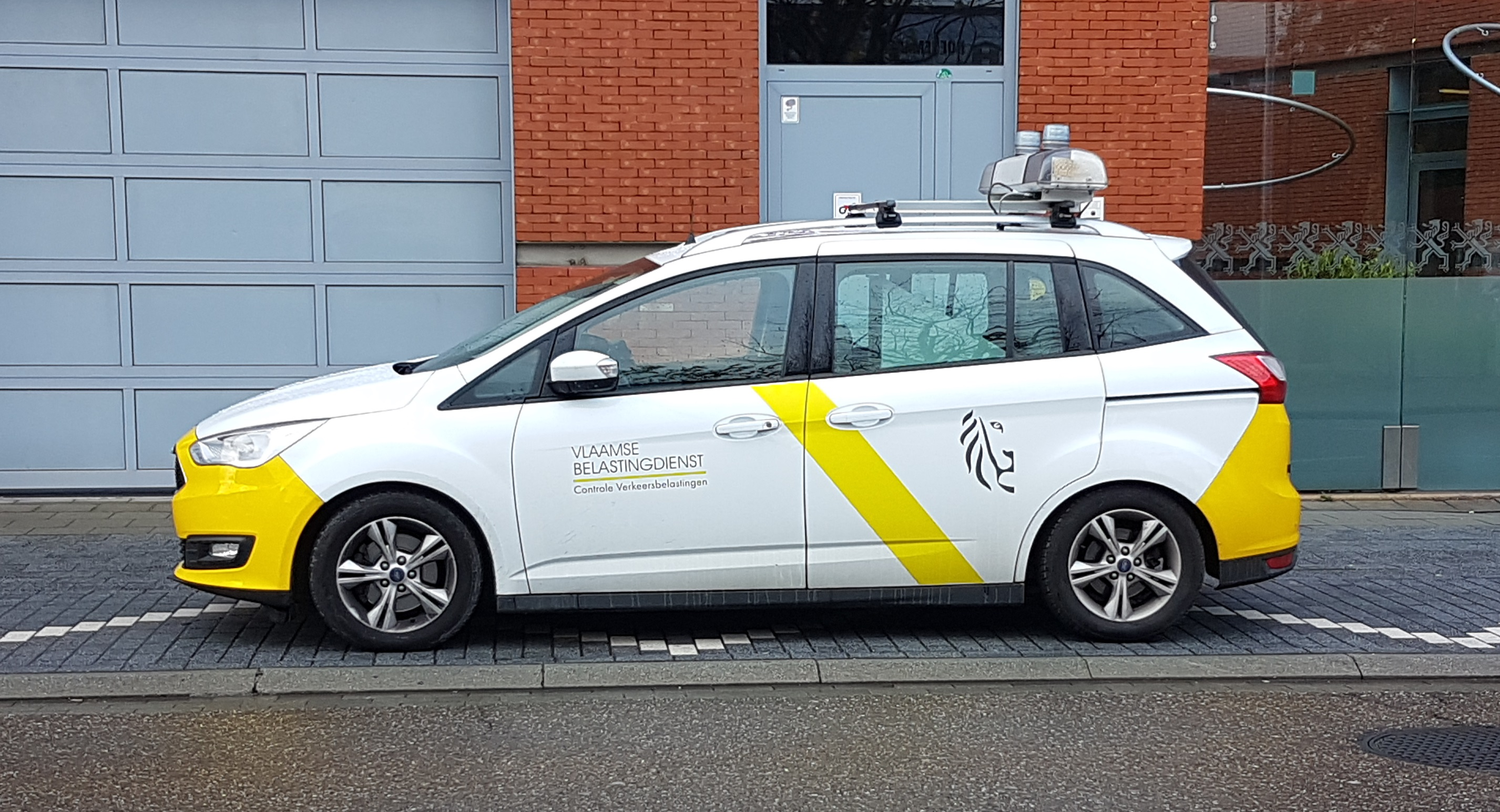

Het Vlaams Ministerie van Financiën en Begroting bestaat uit:
- Departement Financiën en Begroting
- Vlaamse Belastingdienst (VLABEL) (IVA zonder rp)

De strategische adviesraad die tot het beleidsdomein Financiën en Begroting behoort is:
- Inspectie van Financiën

## Beleidsdomein Onderwijs en Vorming (OV)
Het Vlaams Ministerie van Onderwijs en vorming bestaat uit:
- Departement Onderwijs en Vorming
- Onderwijsinspectie (entiteit s.g.)
- Agentschap voor Hoger Onderwijs, Volwassenenonderwijs, Kwalificaties en Studietoelagen (AHOVOKS) (IVA zonder rp)
- Agentschap voor Onderwijsdiensten (AgODi) (IVA zonder rp)
- Agentschap voor Infrastructuur in het Onderwijs (AGIOn) (EVA publiek)

De strategische adviesraad die tot het beleidsdomein Onderwijs en Vorming behoort is:
- Vlaamse Interuniversitaire Raad (VLIR)
- Vlaamse Hogescholenraad
- Vlaamse Onderwijsraad (VLOR)

## Beleidsdomein Werk, Economie, Wetenschap, Innovatie, Landbouw en Sociale Economie (WEWILS)
Sinds 1 januari 2024 zijn de beleidsdomeinen Economie, Wetenschap en Innovatie (EWI), Landbouw en Visserij (LV) en Werk en Sociale Economie (WSE) samengevoegd onder het nieuw beleidsdomein WEWILS. 
Het beleidsdomein bestaat uit: 
- Departement Werk, Economie, Wetenschap, Innovatie en Sociale Economie
- Agentschap Innoveren en Ondernemen (VLAIO) (IVA zonder rp)
- Agentschap Landbouw en Visserij (IVA zonder rp)
- Agentschap Plantentuin Meise (EVA publiek)
- Fonds voor Wetenschappelijk Onderzoek - Vlaanderen (FWO) (EVA privaat)
- Instituut voor Landbouw-, Visserij- en Voedingsonderzoek (ILVO) (IVA zonder rp)
- Koninklijke Vlaamse Academie van België voor Wetenschappen en Kunsten (KVAB) (EVA privaat)
- Limburgse Investeringsmaatschappij (LRM) (EVA privaat)
- Participatiemaatschappij Vlaanderen (PMV) (EVA privaat)
- Vlaams Centrum voor Agro- en Visserijmarketing (VLAM) (EVA privaat)
- Vlaamse Dienst voor Arbeidsbemiddeling en Beroepsopleiding (VDAB) (EVA publiek)
- Vlaamse Instelling voor Technologisch Onderzoek (VITO) (EVA privaat)
- Vlaams infocentrum land- en tuinbouw (VILT) (EVA publiek)
- Vlaams Instituut voor Biotechnologie (VIB) (EVA privaat)
- Vlaams Instituut voor de Zee (VLIZ) (EVA privaat)
- Vlaamse Participatiemaatschappij (VPM) (EVA privaat)
- Flanders Make (SOC)

De strategische adviesraden die tot het beleidsdomein Economie, Wetenschap en Innovatie behoren zijn:
- Sociaal-Economische Raad van Vlaanderen (SERV)
- Vlaamse Adviesraad voor Innoveren en Ondernemen (VARIO)
- Strategische Adviesraad voor Landbouw en Visserij (SALV)

## Beleidsdomein Welzijn, Volksgezondheid en Gezin (WVG)

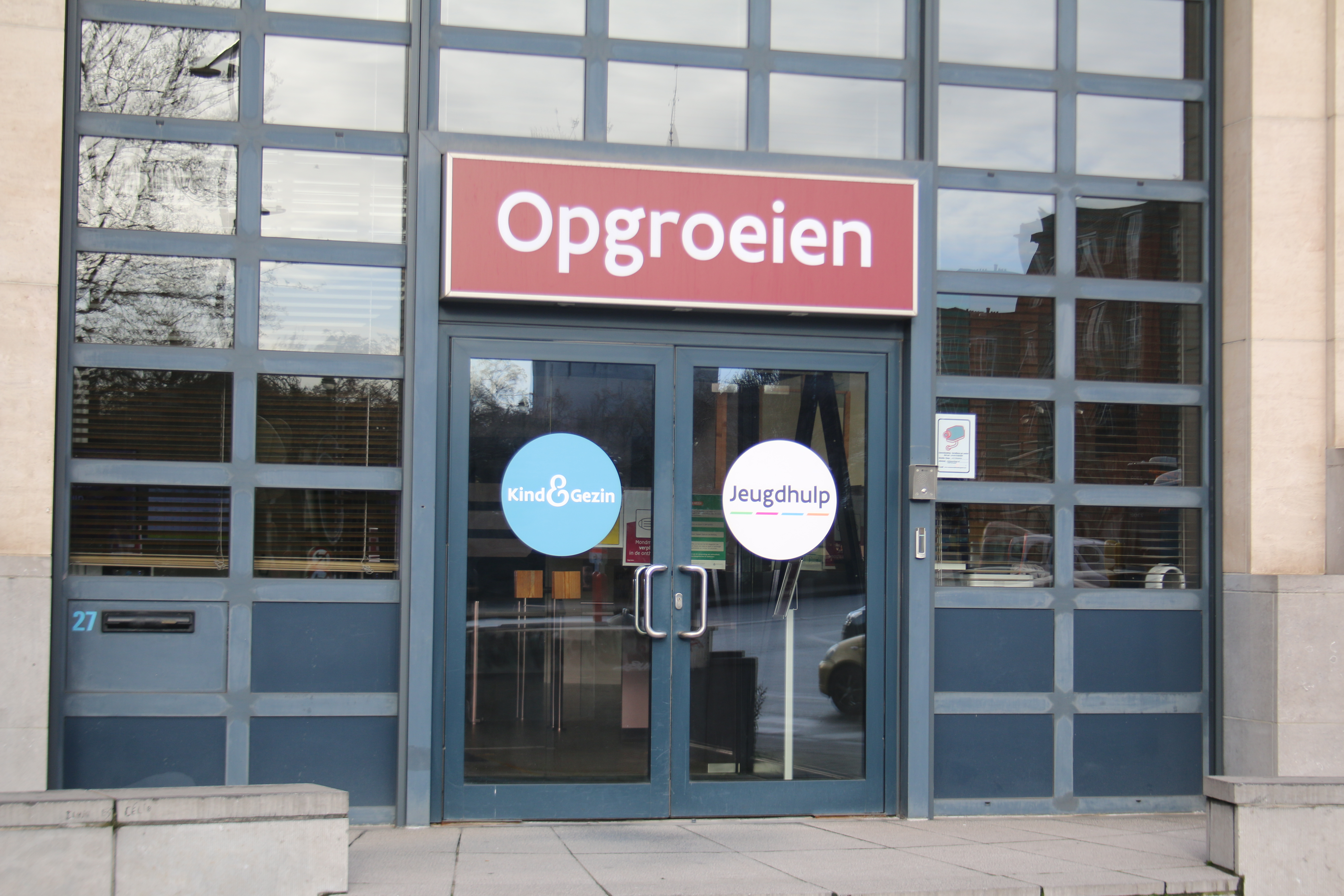

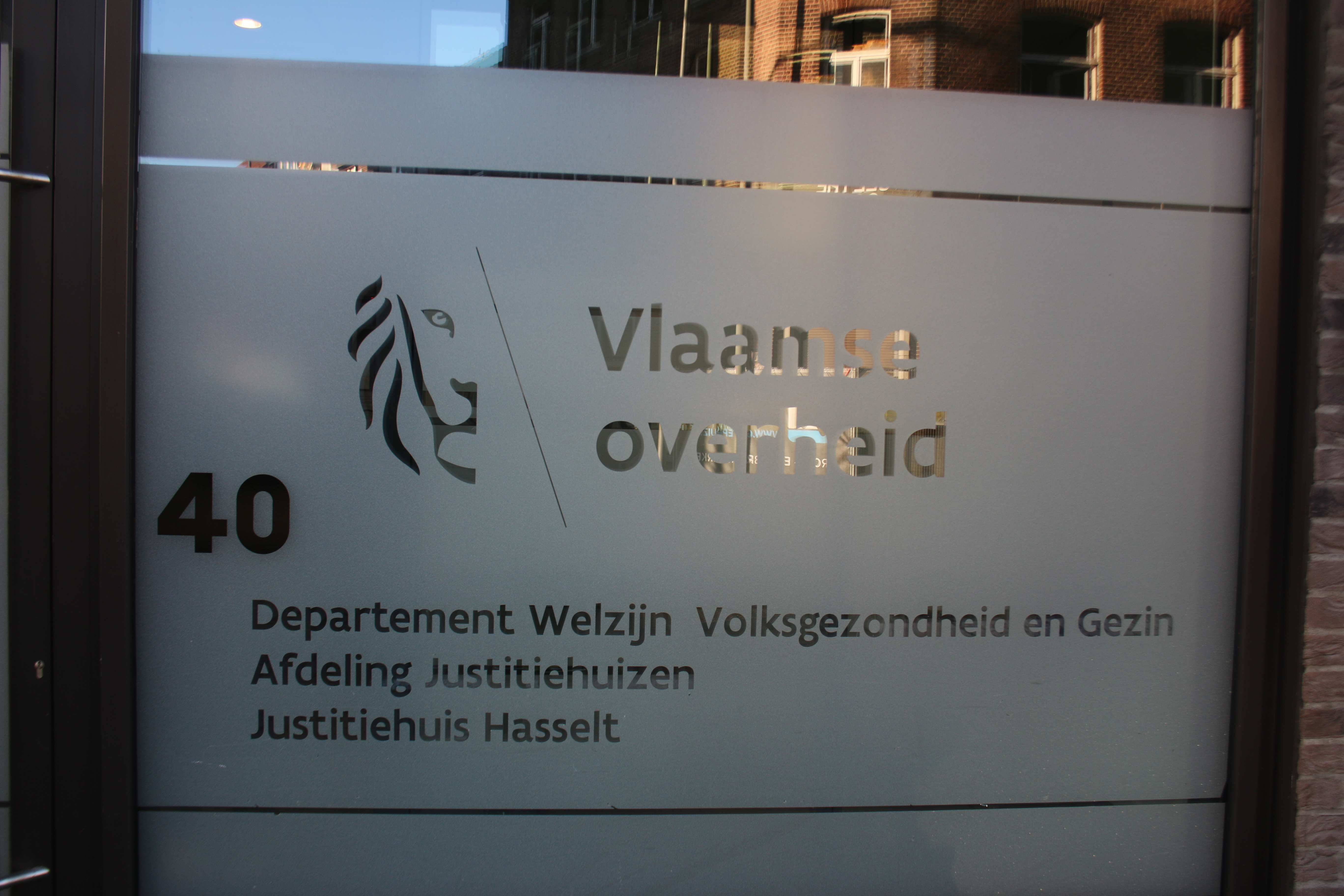

Het Vlaams Ministerie van Welzijn, Volksgezondheid en Gezin bestaat uit
- Departement Zorg
- Agentschap Opgroeien (IVA met rp)

- Agentschap Uitbetaling Groeipakket (VUTG) (EVA publiek)
- Vlaams Agentschap voor Personen met een Handicap (VAPH) (IVA met rp)
- Openbaar Psychiatrisch Zorgcentrum Geel (OPZ Geel) (EVA publiek)
- Openbaar Psychiatrisch Zorgcentrum Rekem (OPZ Rekem) (EVA publiek)
- Vlaams Agentschap voor de Samenwerking rond Gegevensdeling tussen de Actoren in de Zorg (VASGAZ) (EVA publiek)

De strategische adviesraad die tot het beleidsdomein Welzijn, Volksgezondheid en Gezin behoort is:
- Strategische Adviesraad voor het Vlaamse Welzijns-, Gezondheids- en Gezinsbeleid (SAR WGG)
- Vlaamse Raad voor Welzijn, Volksgezondheid en Gezin

## Beleidsdomein Cultuur, Jeugd, Sport en Media (CJSM)

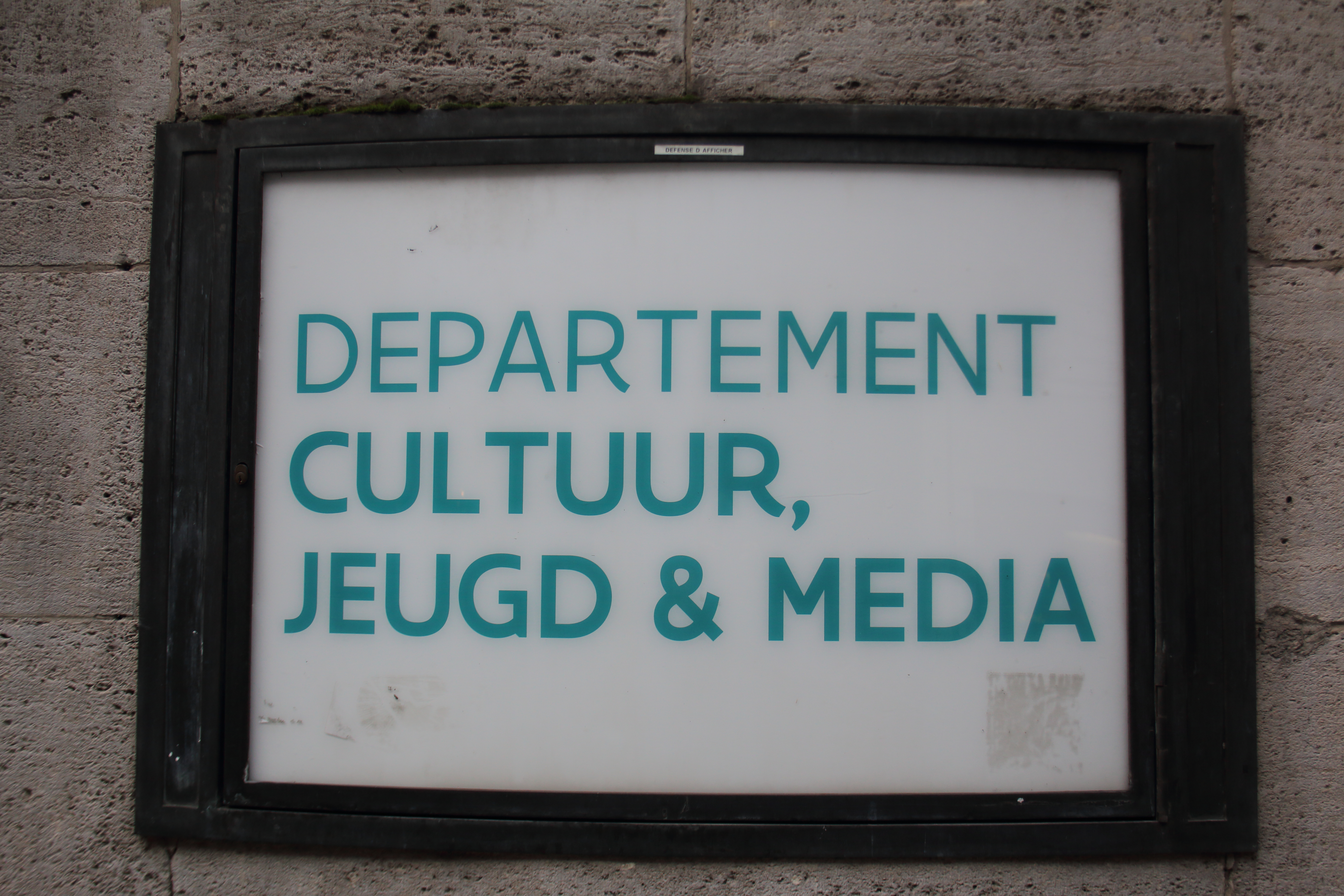

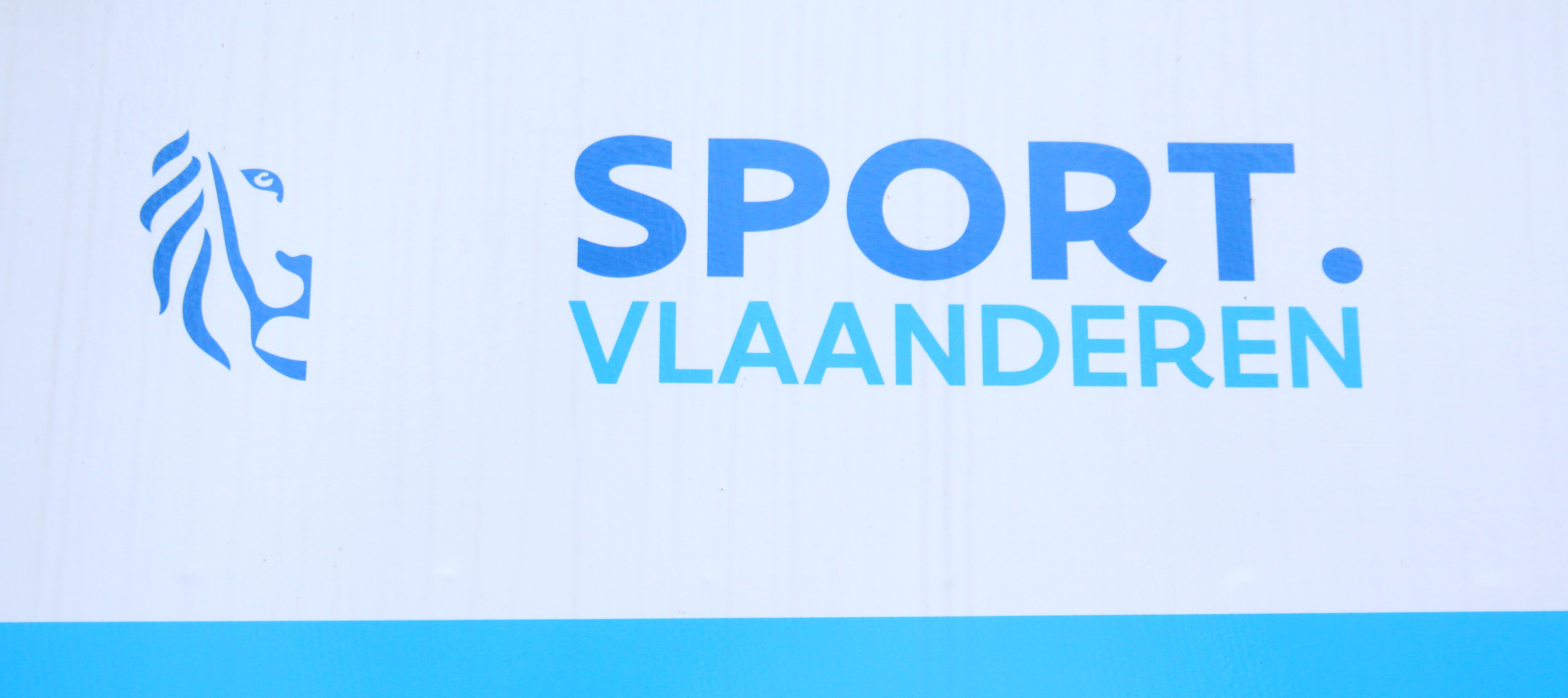

Het Vlaams Ministerie van Cultuur, Jeugd, Sport en Media bestaat uit:
- Departement Cultuur, Jeugd en Media
- Koninklijk Museum voor Schone Kunsten Antwerpen (KMSKA)
- Roger Raveel Museum (RRM) (buitendienst)
- Sport Vlaanderen (IVA met rp)
- Vlaamse Regulator voor de Media (VRM) (EVA publiek)
- Vlaamse Radio- en Televisieomroep (VRT) (VOI - s.g.)
- Literatuur Vlaanderen (VOI-s.g.)
- Koninklijke Academie voor Nederlandse Taal en Letteren (KANTL) (publieke rp s.g.)
- Opera Ballet Vlaanderen (vzw)

- deSingel (vzw)
- Museum van Hedendaagse Kunst Antwerpen (M HKA) (vzw)
- Vlaams Audiovisueel Fonds – VAF (vzw)

De strategische adviesraad die tot het beleidsdomein Cultuur, Jeugd, Sport en Media behoort is:
- Strategische Adviesraad voor Cultuur, Jeugd, Sport en Media (SARC)

## Beleidsdomein Mobiliteit en Openbare Werken (MOW)

Het Vlaams Ministerie van Mobiliteit en Openbare Werken bestaat uit:
- Departement Mobiliteit en Openbare Werken
- Agentschap Wegen en Verkeer (AWV) (IVA zonder rp)
- Agentschap Maritieme Dienstverlening en Kust (MDK) (IVA zonder rp)

- De Vlaamse Waterweg nv (EVA publiek)
- Vlaamse Vervoermaatschappij - De Lijn (VVM-De lijn) (EVA publiek)
- Luchthavenontwikkelingsmaatschappij Vlaanderen (LOM Vlaanderen) (EVA publiek)
- De Werkvennootschap (DWV) (nv)
- Lantis (nv)

De strategische adviesraad die tot het beleidsdomein Mobiliteit en Openbare Werken behoort is:
- Strategische Adviesraad Mobiliteit (MORA)

## Beleidsdomein Omgeving (OMG)

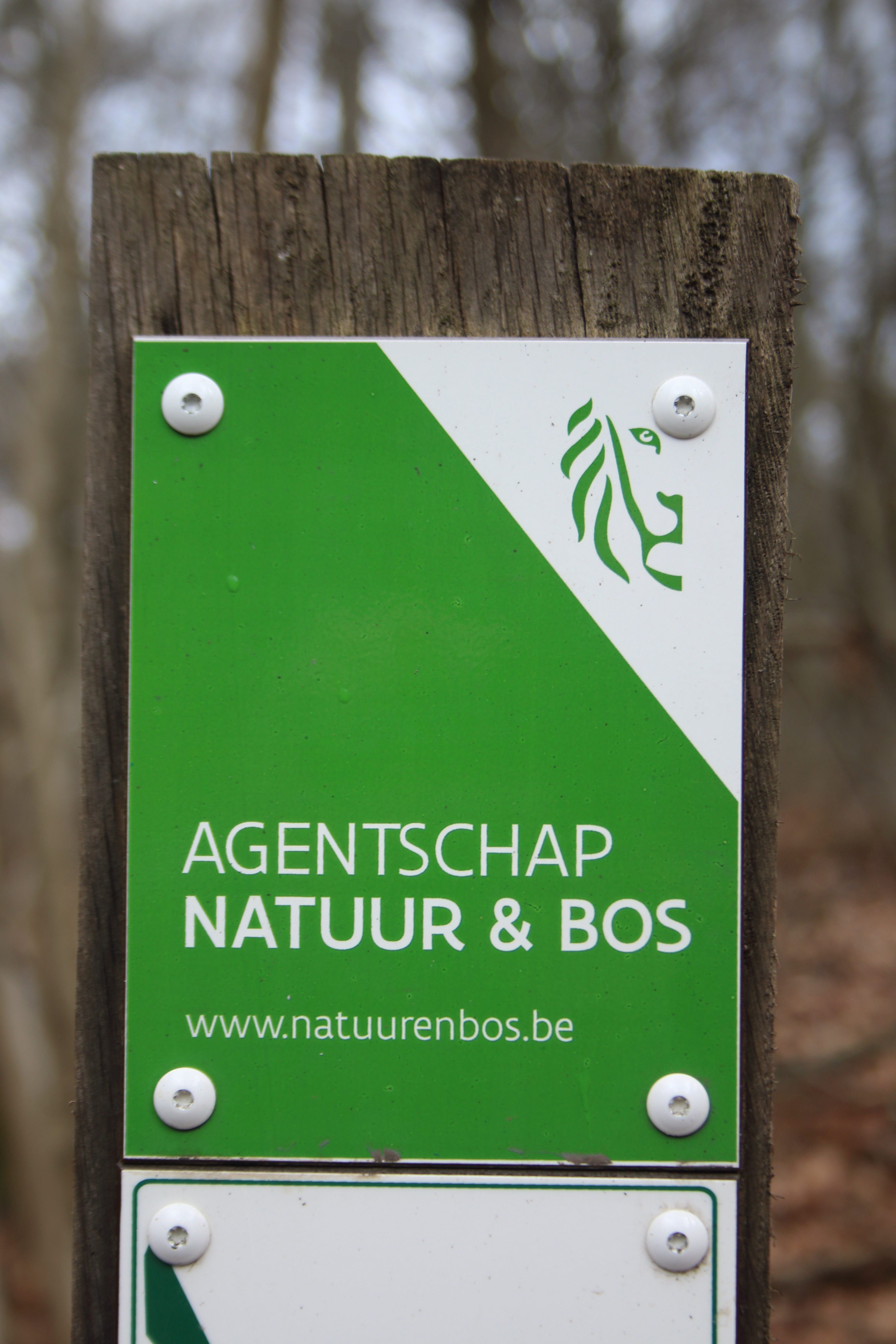

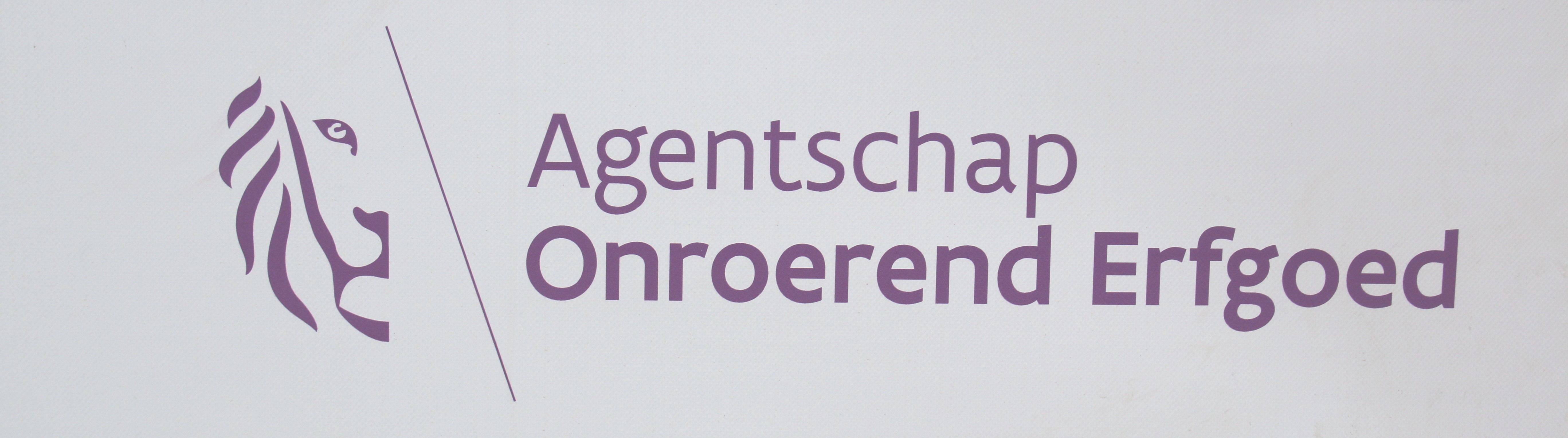

Op 1 april 2017 werden de beleidsdomeinen Leefmilieu, Natuur en Energie en Ruimtelijke Ordening, Woonbeleid en Onroerend Erfgoed omgevormd tot het beleidsdomein Omgeving.
Het Vlaams Ministerie van Omgeving bestaat uit:
- Departement Omgeving
- Agentschap voor Natuur en Bos - ANB (IVA zonder rp)
- Instituut voor Natuur- en Bosonderzoek - INBO (IVA zonder rp)
- Vlaams Energie- en Klimaatagentschap - VEKA (IVA zonder rp)
- Wonen in Vlaanderen (IVA zonder rp)
- Vlaamse Milieumaatschappij (VMM) (IVA met rp)
- Onroerend Erfgoed (IVA zonder rp)
- Openbare Vlaamse Afvalstoffenmaatschappij (OVAM) (IVA met rp)
- Vlaamse Landmaatschappij (VLM) (EVA publiek)
- Vlaamse Maatschappij voor Sociaal Wonen (VMSW) (EVA publiek)
- Vlaams Energiebedrijf (VEB) (EVA privaat)
- Vlaamse Regulator van de Elektriciteits- en Gasmarkt (VREG) (EVA publiek)

De strategische adviesraden die tot het beleidsdomein Omgeving behoren zijn:
- Milieu- en Natuurraad van Vlaanderen (Minaraad)
- Strategische Adviesraad Ruimtelijke Ordening en Onroerend Erfgoed (SARO)
- Vlaamse Woonraad

## Afkortingen
- DAB: Dienst met Afzonderlijk Beheer
- EV: Eigen vermogen
- EVA privaat: Extern verzelfstandigd agentschap (EVA) van privaat recht
- EVA publiek: Extern verzelfstandigd agentschap (EVA) van publiek recht
- IVA met rp: Intern verzelfstandigd agentschap met rechtspersoonlijkheid
- IVA zonder rp: Intern verzelfstandigd agentschap zonder rechtspersoonlijkheid
- nv: Naamloze vennootschap
- n.v.t.: niet van toepassing, geen statuut binnen Vlaamse overheid
- publieke rp s.g.: Publieke rechtspersoon sui generis
- SAR: Strategische adviesraad
- SOC: Strategisch onderzoekscentrum
- stichting o.n.: Stichting van openbaar nut
- VOI – A: Vlaamse Openbare Instelling van het type A
- VOI – B: Vlaamse Openbare Instelling van het type B
- VOI - s.g.: Vlaamse Openbare Instelling sui generis
- vzw: Vereniging zonder winstoogmerk